# Richard Stuttaford

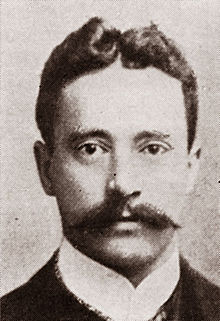
Richard Stuttaford

Richard Stuttaford (* 13. Juni 1870 in Kapstadt, Kapkolonie; † 19. Juni 1945 in Stellenbosch, Kapprovinz) war ein südafrikanischer Politiker, der mehrmals Minister in der Südafrikanischen Union war.

## Leben
Richard Stuttaford, Sohn des Handelsunternehmers Samson Rickard Stuttaford, absolvierte seine schulische Ausbildung in England und Frankreich. Nach seiner Rückkehr begann er 1892 seine berufliche Laufbahn in der von seinem Vater und Sir William Thorne gegründeten Kaufhauskette Thorne, Stuttaford & Company, deren Geschäftsführender Direktor er 1917 wurde. Er begann seine politische Laufbahn in der Kommunalpolitik als Mitglied des Stadtrates von Kapstadt und war zwischen 1918 und 1920 auch Vorsitzender der Handelskammer von Kapstadt. 1920 gründete er die erste Gartenstadt des Landes, die heute einen Vorort von Kapstadt bildet und sich zu einem dicht bewohnten Stadtteil entwickelt hat (Pinelands Garden City). Dazu hatte er sich von Letchworth und Hampstead inspirieren lassen. Er fungierte zudem von 1921 bis 1923 als Vorsitzender der Vereinigung der Handelskammern von Südafrika. 1924 wurde er im Wahlkreis Newlands (Kapstadt) zum Mitglied des Unions-Parlaments (House of Assembly of South Africa, Volksraad van Suid-Afrika) gewählt und konnte sich dabei gegen den Kandidaten der Konstitusionele Demokraaten, C. A. Lagesen, durchsetzen. Bei den Wahlen 1929 sowie 1933 wurde er jeweils ohne Gegenkandidaten wieder zum Mitglied des Parlaments gewählt. Allerdings kandidierte er nach der Auflösung des Wahlkreises Newlands 1933 für die Suid-Afrikaanse Party SAP (Südafrikanische Partei) im Wahlkreis Claremont (Kapstadt).
1933 trat Stuttaford erstmals in eine Regierung der Südafrikanischen Union ein und übernahm im Kabinett von Premierminister Barry Hertzog das Amt als Minister ohne Geschäftsbereich(Minister sonder portefeulje), das er bis 1936 innehatte. Im Anschluss löste er am 9. Dezember 1936 Jan Hendrik Hofmeyr als Innenminister (Minister van Binnelandse Sake) ab und bekleidete dieses Amt bis zu seiner Ablösung durch Harry Lawrence am 6. September 1939 innehatte. Zugleich war er zwischen 1936 und 1939 auch Gesundheitsminister (Minister van Gesondheid) sowie Minister für soziale Wohlfahrt (Minister van Volkswelsyn). 1938 wurde er als Kandidat der Vereinigten Südafrikanischen Nationalen Partei UP (Verenigde Suid-Afrikaanse Nasionale Party) im Wahlkreis Claremont abermals zum Mitglied der Volksversammlung gewählt und setzte sich dieses Mal gegen den Kandidaten der Dominiumparty E. M. O. Clough durch.
Nachdem Jan Christiaan Smuts am 5. September 1939 als Nachfolger von Barry Hertzog neuer Premierminister wurde, übernahm Richard Stuttaford den Posten als Minister für Handel und Industrie (Minister van Handel en Nywerheid) und hatte diesen bis zu seiner Ablösung durch Sidney Frank Waterson inne.
Er begleitete den Premierminister bei Verhandlungen mit den britischen Handelsbehörden in Ottawa und war maßgeblich für die Gründung der südafrikanischen Industrieentwicklungsgesellschaft (Industrial Development Corporation) am 1. Oktober 1940 verantwortlich. Zur Ausarbeitung des Konzeptes zur Gründung dieser Gesellschaft hatte er mit A. C. McColm, ein Manager von ISCOR (South African Iron and Steel Industrial Corporation), und  B. H. Friel, ein Jurist aus Johannesburg, zwei Fachleute beauftragt.